# Rio Doftăniţa (Trotuş)
O Rio Doftăniţa (Trotuş) é um rio da Romênia, afluente do Dofteana, localizado no distrito de Bacău.